# Pell de taronja
La pell de taronja (malanomenada també cel·lulitis) és la formació d'un bony a la pell, que es troba normalment als avantbraços, a les cuixes i a les natges. Normalment apareix només en dones, ja que els homes tenen una estructura del teixit conjuntiu diferent. En cas de sobrepès o de tenir un teixit conjuntiu dèbil, la pell de taronja pot aparèixer en els joves adults tot i que amb l'avançament de l'edat apareix entre un 80 i 90% de les dones en diversos graus.
La pell de taronja apareix entre les dones, ja que el seu teixit adipós es troba sobretot sota la pell (hipoderma).